# Облога Чернігова (1159)
Облога Чернігова 1159 року — подвійна невдала спроба Ізяслава Давидовича вигнати свого двоюрідного брата Святослава Ольговича з Чернігова після власної першої невдачі у боротьбі за Київ 1158 року.
Ізяслав з половцями прийшов на Десну з півдня, але чернігівці не дозволили йому переправитися через неї і запросили допомогу в Києві. Від Ростислава Мстиславича прийшли київський і галицький полки, але до моменту їхнього приходу Ізяслав вже пішов на південь.
Коли Святослав Всеволодович пішов до Новгород-Сіверського, Ізяслав був сповіщений про це, повернувся до Чернігова і форсував Десну. Тоді Святослав спішно повернув з дороги допоміжні війська.
Половці були розбиті і скинуті в Десну. Ізяслав пішов на південь, залишивши у Вирі Івана Берладника. Володимир Андрійович переслідував відступаючого противника і спалив острог у Вирі.